# Lucjan Świto
Lucjan Świto (ur. 7 stycznia 1969 w Olsztynie) – polski duchowny rzymskokatolicki, kanonista, doktor nauk prawnych w zakresie prawa kanonicznego (2001), doktor habilitowany nauk prawnych w zakresie prawa kanonicznego (2011), profesor nauk społecznych w dyscyplinie prawo kanoniczne (2021). Kierownik Katedry Filozofii i Prawa Kanonicznego na Wydziale Teologii Uniwersytetu Warmińsko-Mazurskiego w Olsztynie. Oficjał Metropolitalnego Sądu Archidiecezji Warmińskiej w Olsztynie. Członek Stowarzyszenia Kanonistów Polskich. Konsultor Rady Prawnej KEP.

## Życiorys
Absolwent Wyższego Seminarium Duchownego „Hosianum” w Olsztynie oraz Wydziału Prawa Kanonicznego UKSW w Warszawie. Studiował również na Wydziale Prawa Kanonicznego Uniwersytetu Gregoriańskiego w Rzymie, a także w Kongregacji ds. Kultu Bożego i Dyscypliny Sakramentów oraz w Trybunale Roty Rzymskiej w Rzymie. Stopień doktora nauk prawnych uzyskał w dniu 11 grudnia 2001 r. na podstawie rozprawy napisanej pod kierunkiem Wojciecha Góralskiego na Wydziale Prawa Kanonicznego UKSW w Warszawie. Tam też uzyskał w dniu 11 października 2011 r. stopień doktora habilitowanego nauk prawnych w zakresie prawa kanonicznego. Postanowieniem z dnia 26 lutego 2021 r. Prezydent Rzeczypospolitej Polskiej nadał mu tytuł profesora nauk społecznych w dyscyplinie prawo kanoniczne.

## Wybrane publikacje
- Exclusio boni prolis jako tytuł nieważności małżeństwa, Olsztyn 2003, ISBN 83-89093-13-8.
- Alienacja majątku kościelnego w diecezjach rzymskokatolickich w Polsce, Olsztyn 2010, ISBN 978-83-88125-94-2.
- Zawarcie małżeństwa przez pełnomocnika w formie wyznaniowej ze skutkami cywilnymi w prawie polskim, Olsztyn 2019, ISBN 978-83-8100-195-3.